# Provinz Barletta-Andria-Trani
Die Provinz Barletta-Andria-Trani (italienisch Provincia di Barletta-Andria-Trani) ist eine italienische Provinz der Region Apulien mit 377.929 Einwohnern (Stand 31. Dezember 2023). Barletta-Andria-Trani existiert erst seit 2004 und ist aus zehn Gemeinden neu geformt, die vormals zu den Provinzen Bari und Foggia gehörten.
Sie ist zusammen mit Monza und Fermo eine der drei jüngsten Provinzen Italiens. Die Provinzhauptstädte sind Barletta, Andria und Trani gemeinsam. Die ersten Wahlen zur Provinzversammlung fanden am 6. und 7. Juni 2009 statt.

## Gemeinden

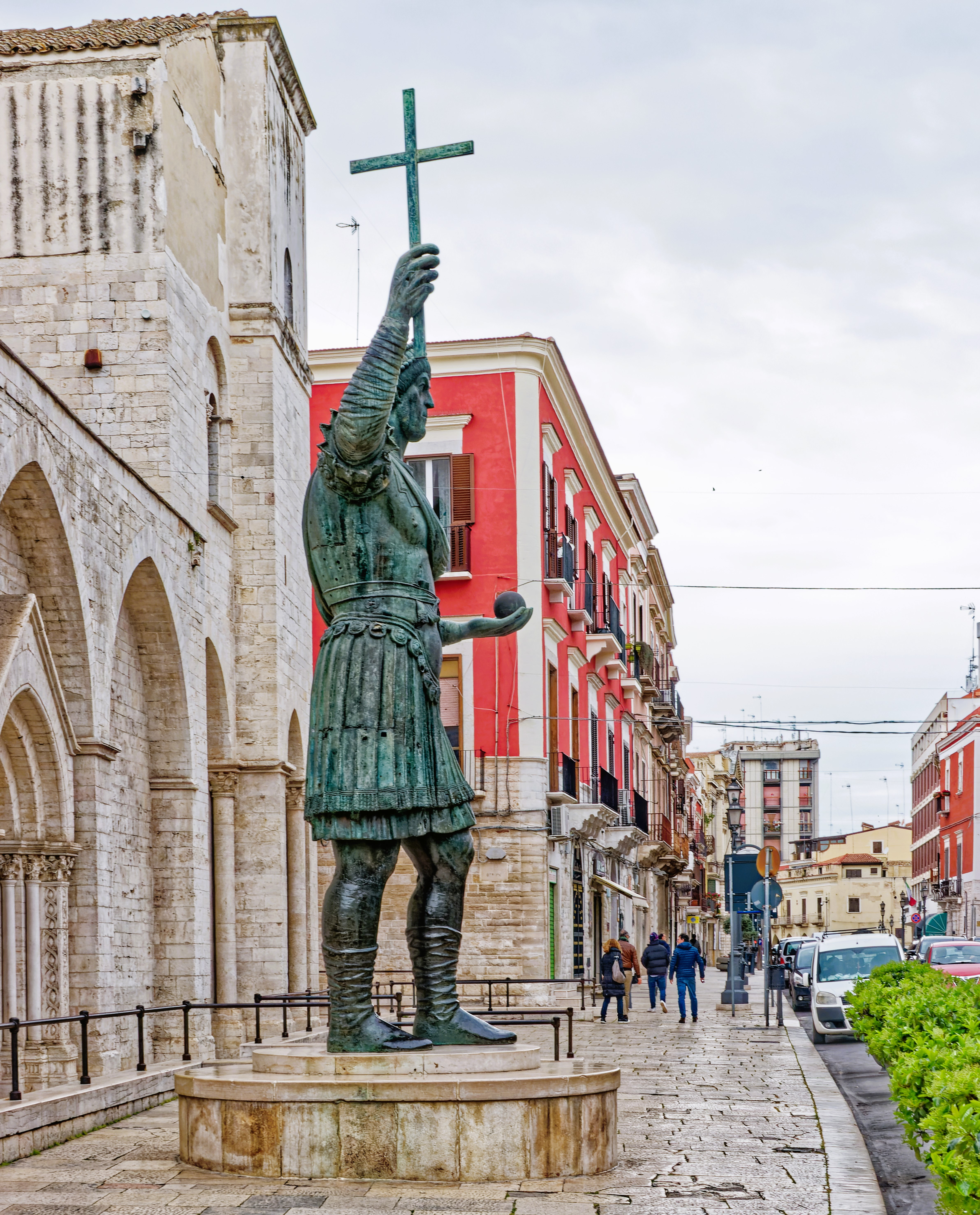
Der Koloss von Barletta

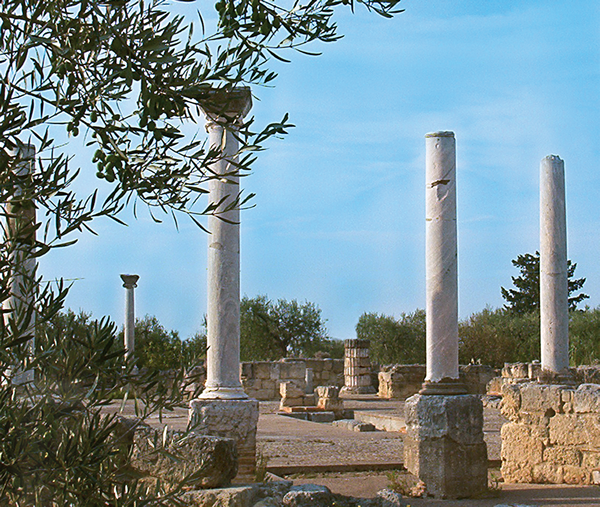
Frühchristliche Basilika San Leucio in Canosa di Puglia

(Einwohnerzahlen Stand 31. Dezember 2023)
| Gemeinde                                          | Einwohner |
| ------------------------------------------------- | --------- |
| Andria (von der Provinz Bari)                     | 96.941    |
| Barletta (von der Provinz Bari)                   | 92.365    |
| Trani (von der Provinz Bari)                      | 54.948    |
| Bisceglie (von der Provinz Bari)                  | 53.536    |
| Canosa di Puglia (von der Provinz Bari)           | 27.701    |
| Trinitapoli (von der Provinz Foggia)              | 13.715    |
| San Ferdinando di Puglia (von der Provinz Foggia) | 13.625    |
| Margherita di Savoia (von der Provinz Foggia)     | 11.154    |
| Minervino Murge (von der Provinz Bari)            | 8050      |
| Spinazzola (von der Provinz Bari)                 | 5894      |